# August Henning von Kröcher

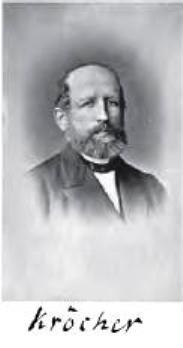
August Henning von Kröcher

August Henning von Kröcher (* 18. Dezember 1817 in Vinzelberg; † 1887) war ein preußischer Beamter und Mitglied des preußischen Herrenhauses. Außerdem tat er sich als Familienforscher hervor.

## Leben
August von Kröcher entstammte dem Adelsgeschlecht Kröcher und war der Sohn des Wilhelm von Kröcher (1782–1861), Landesdirektor der Altmark sowie Gutsherr auf Vinzelberg, Vollenschier, Plutowo (Landkreis Kulm (Weichsel)), Gluchowo (Glauchau) und Falenczyn, und der Sophie Gräfin von Alvensleben (1790–1848). Der preußische Finanzminister Albrecht Graf von Alvensleben (1794–1858) war sein Onkel (Bruder seiner Mutter).
Kröcher studierte Rechtswissenschaften und leistete als Referendar (1841) und Assessor (1845) am Kammergericht den Vorbereitungsdienst für den preußischen Justizdienst ab. In dieser Zeit als Kammergerichts-Assessor beteiligte sich Kröcher an der Gründung einer Runkelrüben-Zuckerfabrik in Klein Oschersleben.
Im Jahr 1847 war er Hilfsarbeiter bei der Regierung in Koblenz. Ein Jahr später trat er als Regierungsassessor ganz in den Verwaltungsdienst über. Im Jahr 1849 war Kröcher Hilfsarbeiter im preußischen Ministerium des Innern. 1851 wurde er zum Regierungsrat ernannt und wechselte erneut zur Regierung in Koblenz. Ein Jahr später kehrte er in das Innenministerium zurück.
Kröcher war Mitglied der im September und Oktober 1852 tätigen „Kommission zur Revision der Verfassung“. Im Jahr 1855 wurde er zum Geheimen Regierungsrat und 1857 zum Geheimen Oberregierungsrat ernannt.
Ab 1851 war Kröcher Mitglied des Provinziallandtages der Brandenburg und ab 1863 auch Mitglied des preußischen Herrenhauses. Er wurde auf Grund eines besonderen königlichen Vertrauens berufen. Er war unter anderem Mitglied der Matrikel Kommission, Schriftführer und Berichterstatter wichtiger Gesetzesvorlagen. Er war auch Mitglied des Gesamtvorstandes des Herrenhauses.
Daneben tat er sich durch ein mehrbändiges Werk als Erforscher des Geschlechts von Kröcher hervor.
Kröcher war Gutsherr auf Deetz mit Käthen und Wilhelmshof im Landkreis Gardelegen (Provinz Sachsen). Außerdem besaß er das 2500 Morgen große Forstrevier Sichau mit Tarnefitz im Kreise Gardelegen, das er im Jahr 1886, ein Jahr vor seinem Tod, seinem Neffen, dem preußischen Kammerherrn und Herrenhausmitglied Ludolf Udo von Alvensleben (1852–1923) vererbte. Auch war er Herr auf Plutowo (Landkreis Kulm (Weichsel)), Gluchowo (heute Ortsteil von Chełmża) und Falenczyn in Westpreußen. Mindestens Plutowo kam 1908 ebenfalls in den Besitz seines Neffen Alvensleben, dessen Mutter Augusts Schwester Ehrengard von Kröcher war.

## Werke
- Geschichte des Geschlechts von Kröcher. Berlin 1864–1865
  - Band 1: Zwölftes bis fünfzehntes Jahrhundert. 1865 Digitalisat
  - Band 2: 15. bis 19. Jahrhundert. 1864 Digitalisat
- Urkunden-Buch zur Geschichte des Geschlechts von Kröcher. Berlin 1864–1865
  - Band 1: 1184–1440. 1865 Digitalisat
  - Band 2: Fünfzehntes bis neunzehntes Jahrhundert. 1864 Digitalisat
- Anhang zur Geschichte des Geschlechts von Kröcher. Berlin 1868 Digitalisat